# كيم فيسنتي
كيم فيسنتي هو مهندس كندي، ولد في 1963.